# Гяургиев, Хатика Закираевич

## Биография
Хатика Закираевич Гяургиев — выдающийся ученый — языковед, исследователь кабардино-черкесского языка.
20 декабря 1929 года в селении Арик Терского района родился Хатика Закираевич. Отец Гяургиев Закирай Муридович, мать Гяургиева Цыкуна Теуважевна.
Работал учителем, директором средней школы с. Арик Терского района КБАССР.
В течение ряда лет был директором Кабардино-Балкарского института усовершенствования учителей.
С 1972 г. по 1980 г. Хатика Закираевич возглавлял коллектив научных сотрудников лаборатории научно-исследовательского института национальных школ Министерства просвещения РСФСР.
С 1980 по 1990 год являлся директором Нальчинского педучилища им.50-летия ВЛКСМ.
Гяургиев Х. З. — кандидат филологических наук, заслуженный учитель КБАССР, отличник народного просвещения РСФСР, отличник просвещения СССР, награждён медалью «За доблестный труд» и медалью К. Д. Ушинского.
26 октября 2001 года скончался в городе Нальчик.